# Alcúdia

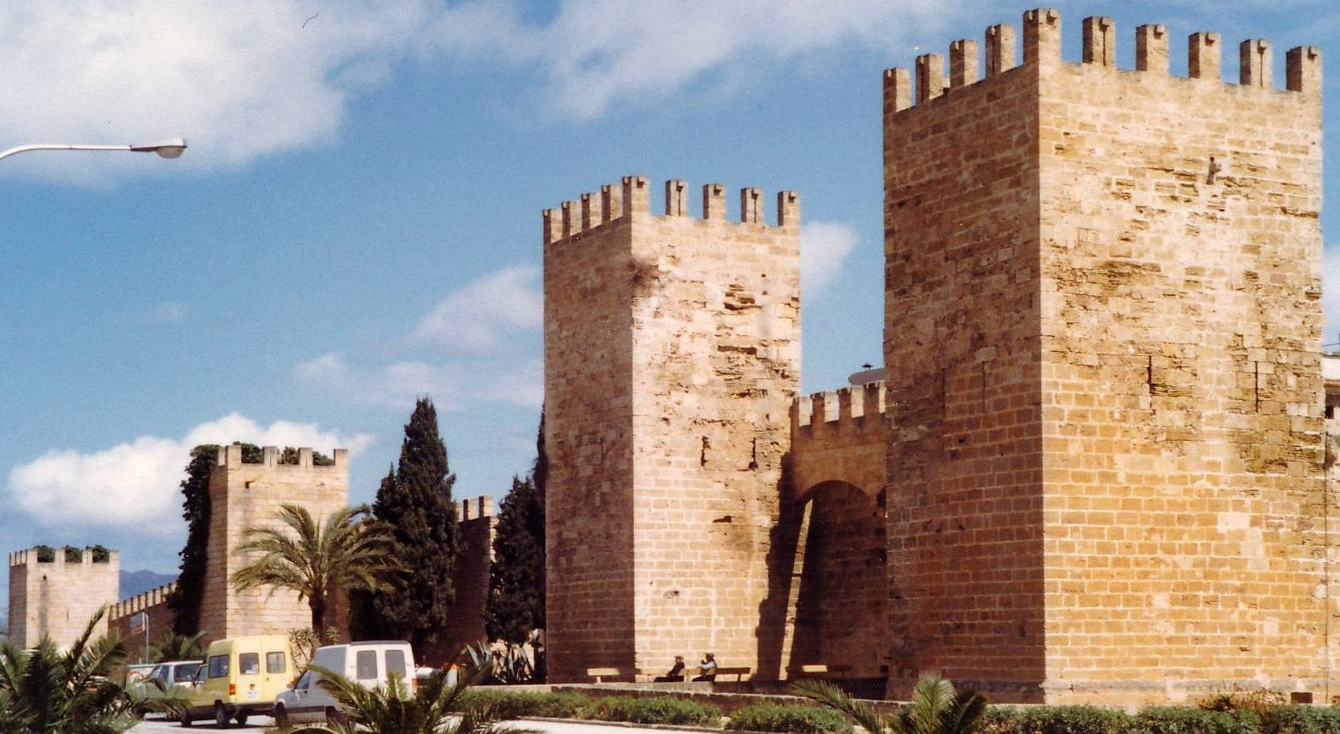
Vista da muralha da cidade

Alcúdia (em catalão e oficialmente) ou Alcudia (em castelhano) é um município da Espanha na ilha de Maiorca, província e comunidade autónoma das Ilhas Baleares. Tem 60,1 km² de área e em 2021 tinha 20 651 habitantes (densidade: 343,6 hab./km²).
Era conhecida como Pollentia durante o período romano.

## Demografia
| Variação demográfica do município entre 1991 e 2004 [carece de fontes?] | Variação demográfica do município entre 1991 e 2004 [carece de fontes?] | Variação demográfica do município entre 1991 e 2004 [carece de fontes?] | Variação demográfica do município entre 1991 e 2004 [carece de fontes?] |
| ----------------------------------------------------------------------- | ----------------------------------------------------------------------- | ----------------------------------------------------------------------- | ----------------------------------------------------------------------- |
| 1991                                                                    | 1996                                                                    | 2001                                                                    | 2004                                                                    |
| 8027                                                                    | 10284                                                                   | 12500                                                                   | 15057                                                                   |